# Rahel Hirsch

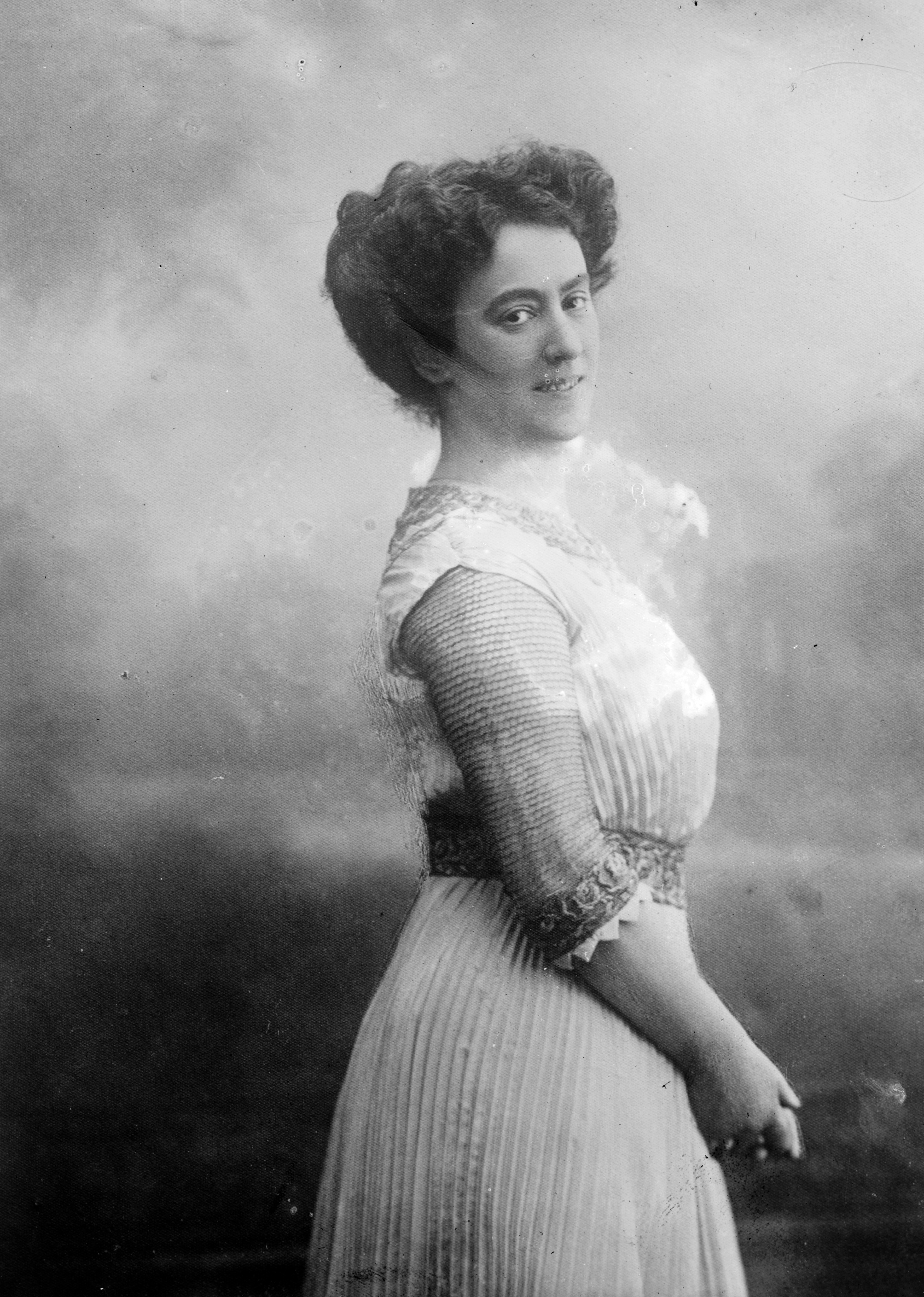
Rahel Hirsch, um 1914

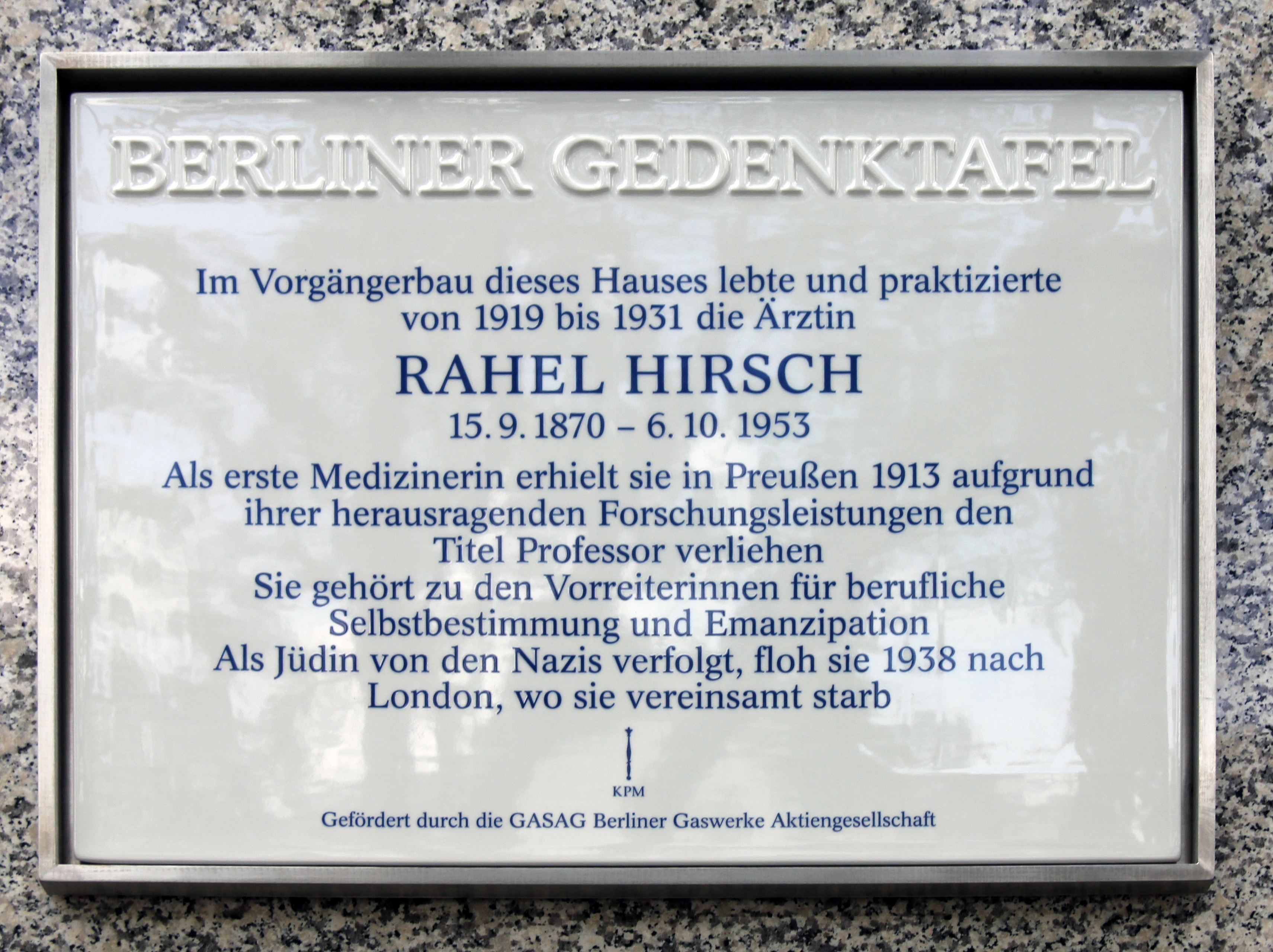
Berliner Gedenktafel am Haus Kurfürstendamm 220 in Berlin-Charlottenburg

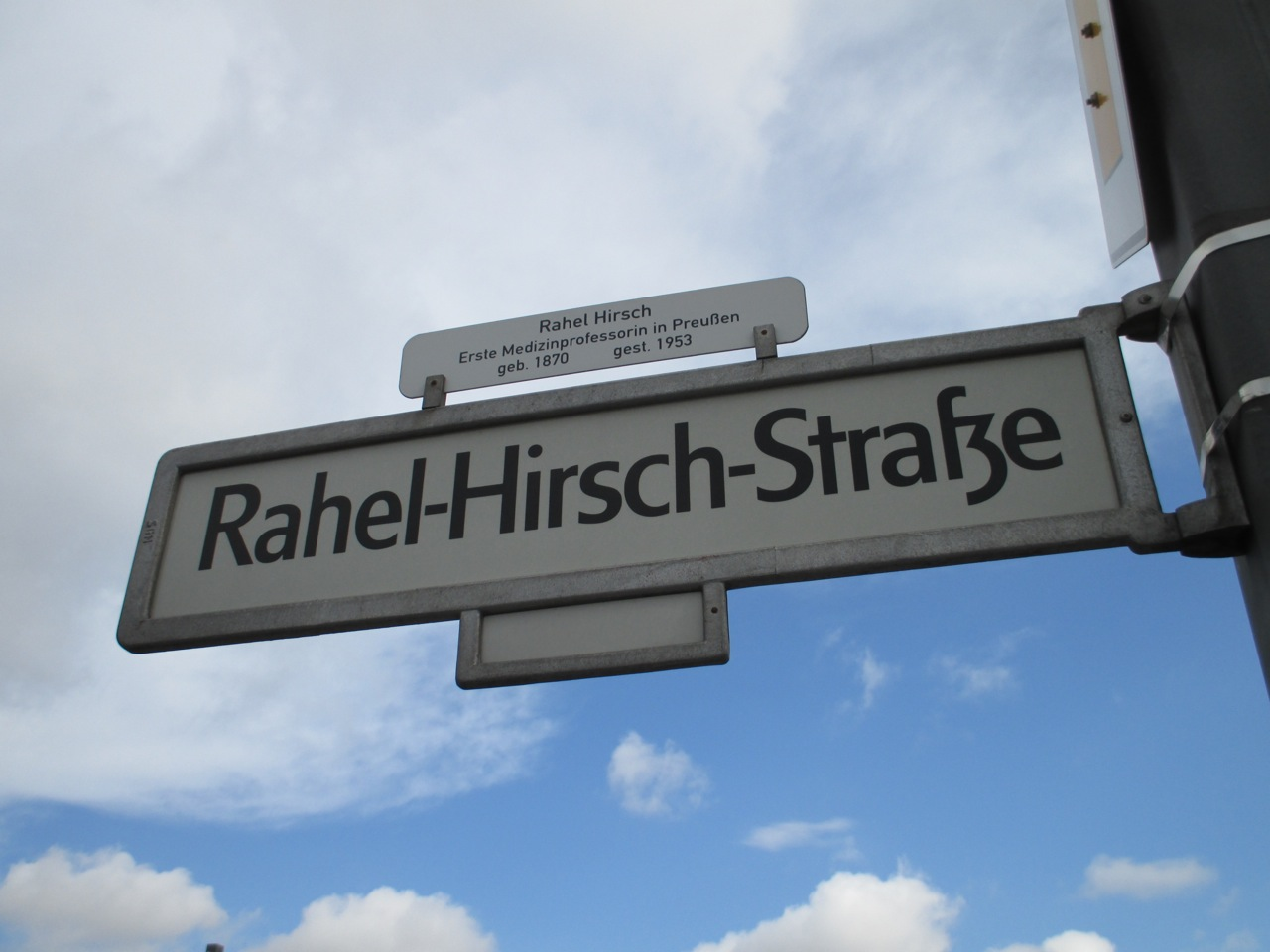
Berliner Straßenschild der Rahel-Hirsch-Straße mit Widmung

Rahel Hirsch (* 15. September 1870 in Frankfurt am Main; † 6. Oktober 1953 in London) war eine deutsche Ärztin. Sie war 1913 die erste Medizinerin, welche in Deutschland (im Königreich Preußen) den Titel Professor verliehen bekam. Die von ihr entdeckte Durchlässigkeit der Schleimhaut des Dünndarms für – von ihr so bezeichnete – „großkorpuskuläre Partikel“ (relativ große Körner fester Substanzen) und die anschließende Ausscheidung mit dem Harn wurde nach ihr Hirsch-Effekt benannt.

## Leben
Rahel Hirsch wurde als sechstes von elf Kindern des Direktors Mendel Hirsch der höheren Töchterschule der Israelitischen Religionsgesellschaft in Frankfurt am Main geboren. Ihre Großmutter war Johanna Juedel, die die Mutter von Mendel Hirsch war. 1885 nahm sie ein Studium der Pädagogik in Wiesbaden auf, das sie 1889 abschloss. Im Anschluss arbeitete sie bis 1898 als Lehrerin. Um diesem für sie unbefriedigenden Beruf zu entkommen, schrieb sie sich zunächst in Zürich für ein Medizinstudium ein, da diese Studienrichtung mit Approbation einer Frau in Deutschland um die Jahrhundertwende zunächst nur an einzelnen Landesuniversitäten möglich wurde. Kurz darauf wechselte sie nach Leipzig und Straßburg (das von 1871 bis 1918 zum Reichsland Elsaß-Lothringen gehörte). Dort legte sie im Juli 1903 ihr Staatsexamen ab und erhielt am 13. Juli ihre Approbation.
Nach ihrer Promotion im Wintersemester 1903/04 (als eine von insgesamt neun Frauen im gesamten Deutschen Reich im Fach Medizin) wurde sie Assistentin von Friedrich Kraus an der Berliner Charité. Sie war damit nach Helene Friederike Stelzner die zweite Ärztin überhaupt in der Geschichte der Klinik.
Unter der Obhut von Kraus übernahm sie 1908 die Leitung der Poliklinik der II. Medizinischen Klinik der Charité und bekam 1913 als erste Medizinerin in Preußen und als dritte im deutschen Kaiserreich den Professorentitel verliehen. Eine Dozentur oder ein Lehrstuhl blieben ihr jedoch versagt.

„Ein grosser Erfolg ist aus den akademischen Kreisen Berlins zu verzeichnen. In der deutschen Residenz, in welcher ein Professor der Universität grundsätzlich Studentinnen den Zutritt zu seinen Vorlesungen versagt, ist nun eine Dame, Frl. Rahel Hirsch, zum Professor an der medizinischen Fakultät ernannt worden. Allen Respekt vor unserem Landsmann, Herrn Geheimrat Prof. Kraus, dem Chef der Klinik, an welcher das Frl. Hirsch wissenschaftlich und praktisch tätig ist, dass derselbe vorurteilslos den betreffenden Vorschlag erstattete.“

Diese Behandlung durch die Klinik – auch in finanzieller Hinsicht, denn man zahlte ihr kein Gehalt – war der Grund für sie, 1919 die Charité zu verlassen und sich vollständig auf ihre nun vom Schöneberger Ufer 31 in die Königin-Augusta-Straße 22 umgezogene Praxis zu konzentrieren. 1928 eröffnete sie am Kurfürstendamm 220 eine internistische Praxis mit Röntgeninstitut.
Von 1906 bis 1919 wohnte die erste Medizinprofessorin Deutschlands am Schöneberger Ufer 57, dem heutigen Sitz des Vereins Berliner Künstler.
Die Machtübernahme durch das NS-Regime hatte für Hirsch zur Folge, dass ihr als Jüdin die Kassenzulassung entzogen wurde und sie Nichtjuden nicht mehr behandeln durfte. Im Oktober 1938 gab sie ihre Praxis auf und emigrierte nach London, wo eine ihrer Schwestern lebte. Weil ihre Approbation von den britischen Behörden nicht anerkannt wurde, arbeitete sie zunächst als Laborassistentin und später als Übersetzerin.
Die letzten Lebensjahre verbrachte sie – geplagt von Depressionen, Wahnvorstellungen und Verfolgungsängsten – in einer Nervenheilanstalt am Rande Londons, wo sie am 6. Oktober 1953 im Alter von 83 Jahren verstarb.

## Forschungsschwerpunkte
Hirsch widmete sich ausschließlich der Forschung. Ihr Interesse galt der Darmschleimhaut und dem von ihr in Experimenten beobachteten Effekt des Übergangs von „großkorpuskulären“ Nahrungspartikeln, also z. B. Stärkekörnern, vom Darmtrakt in den Harntrakt. Im Rahmen ihrer Forschungen stellte sie darüber hinaus z. B. fest, dass
- bei Hunden nach einer totalen Exstirpation der Milz eine leichte, oft bis zum Tode anhaltende Glucosurie eintritt;[12]
- eine Injektion von Adrenalin in Nebenniere, Pankreas oder Leber zu Hypothermie führt;[13]
- Thymin zur Behandlung von Morbus Basedow sowie als Schlafmittel eingesetzt werden kann.[14]

Mit ihren Befunden wurde sie im November 1907 als erste Frau eingeladen, sie der Konferenz der Gesellschaft der Chefärzte der Charité zu präsentieren. Ihre Kollegen wiesen den von ihr beschriebenen und später belegten Vorgang jedoch als nicht stichhaltig zurück. Gleichwohl blieb ihr medizinischer Ruf ungeschmälert.

## Postume Ehrungen

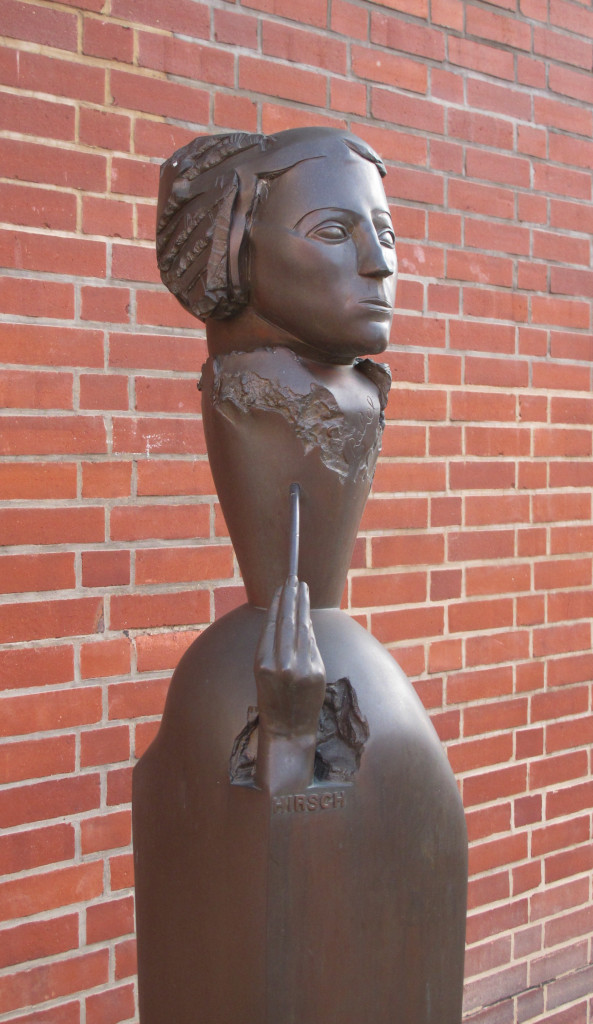
Denkmal für Rahel Hirsch (1995) von Susanne Wehland in den Gartenanlagen des Universitätsklinikums Charité in Berlin

- 1957, vier Jahre nach ihrem Tod griff Gerhard Volkheimer, Assistent von Hirschs früherem Kollegen Theodor Brugsch an der Charité, in seiner Habilitationsschrift die Befunde von Hirsch über die Durchlässigkeit der Nierenwand wieder auf und bestätigte sie. In Erinnerung an die Entdeckerin benannte er den bewiesenen Vorgang Hirsch-Effekt. Der Staat Israel ehrte Hirsch mit der Aufnahme in die Galerie berühmter jüdischer Wissenschaftler in Jerusalem. Auf Anregung von Gerhard Volkheimer legte Adelheid Winkelmann (heute: Erbe) 1965 eine Dissertation mit dem Titel Medizinhistorische Betrachtungen zum Hirsch-Effekt vor, die vielen späteren Arbeiten über Rahel Hirsch als Grundlage diente.[15]

- 1995: In der Charité wurde die Erinnerung an das Wirken von Rahel Hirsch erst durch das private Engagement zweier Assistenzärztinnen möglich, denen die ausschließliche Präsenz von Büsten männlicher Wissenschaftler zu einseitig war: Susanne Rehm und Antje Müller-Schubert aus der Klinik für Anästhesiologie und Intensivmedizin am Campus Mitte.[16] Diese hatten nach einer von ihnen in der Virchow-Ruine realisierten Ausstellung handsignierter Exponate von Christo und Jeanne-Claude anlässlich der Reichstagsverhüllung von den Künstlern die Erlaubnis zum Verkauf der Exponate erhalten – mit dem Ziel, vom Erlös eine Figur für Rahel Hirsch umzusetzen. Durch diese Aktion kamen 30.000 DM zusammen. Anschließend beauftragten die beiden Ärztinnen die Berliner Bildhauerin Susanne Wehland mit der Herstellung einer Bronzebüste.[17] Erst nach deren Enthüllung und Übergabe akzeptierte die Charité-Leitung das Engagement der beiden Ärztinnen und gab Rahel Hirsch den ihr zustehenden Platz in den Gartenanlagen des Universitätsklinikums Charité in Berlin.

- 2006: Eine Straße am Berliner Hauptbahnhof wird nach Hirsch benannt.
- 2013:
  - Die Deutsche Post veröffentlicht eine Gedenk-Briefmarke „100 Jahre Professorentitel Rahel Hirsch“ im Wert von 145 Cent.[18]
  - Das Oberstufenzentrum Gesundheit/Medizin in Berlin-Hellersdorf wird nach ihr benannt.
- 2016: An ihrem ehemaligen Wohnort, Berlin-Charlottenburg, Kurfürstendamm 220, eine Berliner Gedenktafel angebracht.
- 2019: Seit 2019 hängt ein von Regine Kuschke gemaltes Ölportrait von Rahel Hirsch im repräsentativen Friedrich-Althoff-Saal der Charité – eine Ehre, die bis dahin ausschließlich Männern zuteilwurde.[16]
- 2020: Anlässlich ihres 150. Geburtstags fand am 15. September auf dem Gelände der Charité in Berlin-Mitte auf dem Platz vor der Bronzebüste von Rahel Hirsch eine Gedenkveranstaltung statt.[19]
- 2023: Im Januar 2023 wurde an der Charité nach fünfjähriger Umbauzeit das Rahel-Hirsch-Center für translationale Medizin mit einer Nutzfläche von 15.000 Quadratmetern eröffnet.[20]

## Veröffentlichungen
- Über das Vorkommen von Stärkekörnern im Blut und Urin. In: Zeitschrift für experimentelle Pathologie und Therapie, 3. Jg., 1906, S. 390 ff.
- Ueber das Uebergehen corpusculärer Elemente in den Harn. In: Berliner Klinische Wochenschrift, 45. Jg. 1908, S. 331.
- Körperkultur der Frau. Urban & Schwarzenberg, Wien 1913.
- Zusammen mit Friedrich Kraus: Unfall und innere Medizin. Springer 1914.